# Xã Miller, Quận Knox, Nebraska
Xã Miller (tiếng Anh: Miller Township) là một xã thuộc quận Knox, tiểu bang Nebraska, Hoa Kỳ. Năm 2010, dân số của xã này là 182 người.